# Meigenia
Meigenia – rodzaj muchówek z rodziny rączycowatych (Tachinidae).

## Wybrane gatunki
- M. dorsalis (Meigen, 1824)[1]
- M. fuscisquama Liu & Zhang, 2007[3]
- M. grandigena (Pandellé, 1896)
- M. incana (Fallén, 1810)
- M. majuscula (Róndani, 1859)[1]
- M. mutabilis (Fallén, 1810)[1]
- M. nigra Chao & Sun, 1992[3]
- M. simplex Tschorsnig & Herting, 1998
- M. submissa (Aldrich and Webber, 1924)[2]
- M. tridentata Mesnil, 1961[3]
- M. uncinata Mesnil, 1967
- M. velutina Mesnil, 1952